# Eisenbahnunfall von Warrensburg
Bei dem Eisenbahnunfall von Warrensburg stieß bei Warrensburg, Missouri, USA, am 10. Oktober 1904 ein Güterzug frontal mit einem in der Gegenrichtung verkehrenden Personenzug zusammen. 29 Menschen starben.

## Ausgangslage
Die Zugsicherung sollte auf der eingleisigen Strecke der Missouri Pacific dadurch gewährleistet sein, dass die Züge in einer bestimmten, festgelegten Reihenfolge fuhren. Ein Güterzug verkehrte in westlicher Richtung. Um einem entgegenkommenden Personenzug die Zugkreuzung zu ermöglichen, wartete er auf einem Ausweichgleis. Der Personenzug verkehrte an diesem Tag aber in zwei Teilen, die in einigem Abstand hintereinander fuhren. Um den zweiten Personenzugteil bei der hier geübten Methode der Zugsicherung zu sichern, hatte der zuerst fahrende ein besonderes Spitzensignal, das die Lokomotivführer der Züge, die der Personenzug kreuzte, auf den zweiten Zugteil aufmerksam machte. Da der zweite Zugteil aus den hinteren Wagen des Zuges bestand, fehlte ihm ein Gepäckwagen, der sonst üblicherweise zwischen Lokomotive und Zug eingestellt war.

## Unfallhergang
Der Lokomotivführer des Güterzuges übersah das besondere Spitzensignal des ersten Personenzugs und fuhr in die Strecke ein. Der Aufprall auf den zweiten Teil des Personenzugs erfolgte bei einer Differenzgeschwindigkeit von etwa 50 km/h. Da nach der Lokomotive des Personenzugs sofort besetzte Reisezugwagen folgten, waren diese dem Aufprall ohne den Puffer des sonst als Schutzwagen fungierenden Gepäckwagens ausgesetzt. Das Personal beider Lokomotiven sprang vor dem Zusammenprall ab und überlebte.

## Wissenswertes
Dieser Unfall ist im Ablauf nahezu identisch mit dem Eisenbahnunfall von Woodville, der sich zwei Jahre später ereignete und einem Eisenbahnunfall, der sich am 4. Oktober 1910 in Staunton, Illinois, ereignete.